# 约翰·德·兰西
约翰·德·兰西（英語：John de Lancie，1948年3月20日—）是美国的喜剧演员、演员、导演、制片人、作家、歌手、音乐家、配音演员，最出名的作品是在《星际迷航》系列的《銀河飛龍》、《銀河前哨》和中饰演的Q，以及《彩虹小馬：友情就是魔法》中声演的无序。他还曾出演过几部电视剧，包括《星際之門：SG-1》里的佛兰科·西蒙斯和《絕命毒師》中的唐纳德·马古利斯一角。

## 外部連結
- 官方网站
- 约翰·德·兰西在互联网电影资料库（IMDb）上的資料（英文）
- 在AllMovie上约翰·德·兰西的頁面（英文）
- StarTrek.com傳記 （页面存档备份，存于）
- 約翰·德·蘭西於AMCtv.com的採訪
- BronyCon紀錄片Kickstarter頁面 （页面存档备份，存于）